# Ariete (isola)
Ariete, Bargnestrovaz o Bernistrovaz 
(in croato Brnjestrovac) è un isolotto disabitato a est di Meleda, nel mare Adriatico, in Croazia. Amministrativamente appartiene al comune della città di Meleda, nella regione raguseo-narentana.

## Geografia
Ariete è situato a circa 320 m dalla costa meridionale di Meleda, in corrispondenza dell'insenatura (sul lato settentrionale) di Porto Mezzo Meleda, Mezza Meleda o porto di Suvra (Luka Sobra), e circa 2 km a ovest di punta Zaglava (rt V. Zaglavac). L'isolotto ha una superficie di 0,014 km², la costa lunga 0,47 km e l'altezza di 19,9 m.
Isole adiacenti:
- Oghiran[7][13] o Ogliran[5][6] (Ogiran), piccolo scoglio con un'area di 3835 m²[8], a ovest, a circa 3,4 km[2]. Dista circa 1 km da Meleda, a sud-est di Babinopoglie, e si trova di fronte alla grotta di Ulisse[14] 42°42′51″N 17°33′28″E.

### Cartografia
- (HR) Mappa topografica della Croazia 1:25000, su preglednik.arkod.hr. URL consultato il 7 marzo 2017.
- Carta di cabottaggio del mare Adriatico, foglio XI, Milano, Istituto geografico militare, 1822-1824. URL consultato l'8 dicembre 2020 (archiviato dall'url originale il 13 aprile 2013).
- G. Giani, Carta prospettiva delle Comuni censuarie della Dalmazia, foglio 12, 1839. Fondo Miscellanea cartografica catastale, Archivio di Stato di Trieste.